# Nodaria indistincta
Nodaria indistincta är en fjärilsart som beskrevs av Butler 1880. Nodaria indistincta ingår i släktet Nodaria och familjen nattflyn. Inga underarter finns listade i Catalogue of Life.